# Hoplopleura reducta
Hoplopleura reducta – gatunek wszy z rodziny Hoplopleuridae, pasożytujący głównie na Auliscomys micropus. Spotykany również na innych myszowatych: Eligmodontia morgani, Auliscomys pictus. Powoduje wszawicę.
Samica wielkości 1,1 mm. Wszy te mają ciało silnie spłaszczone grzbietowo-brzusznie. Przednia para nóg jest wyraźnie mniejsza i słabsza, zakończona słabym pazurem. Samica składa jaja zwane gnidami, które są mocowane specjalnym "cementem" u nasady włosa. Rozwój osobniczy trwa po wykluciu się z jaja około 14 dni i występują w nim 3 stadia larwalne. Larwy od osobników dorosłych różnią się tylko wielkością. Pasożytuje na skórze, żywi się krwią którą ssie 2–3 razy dziennie. Występuje na terenie Argentyny i Peru w Ameryce Południowej.